# Peter Muyzers
Peter Muyzers (geb. vor 1980) ist ein Spezialeffektkünstler, der 2010 für den Film District 9 für den Oscar in der Kategorie Beste visuelle Effekte nominiert wurde.

## Leben
1995 arbeitete er erstmals im Bereich visuelle Effekte als 3D-Künstler für Werbefilme in Europa. Im Jahr 1997 arbeitete er als Digitalkünstler für das Unternehmen Trix an dem Drama Gastons Krieg. Auch bei seinem nächsten Projekt, der Dokumentation Everest – Gipfel ohne Gnade, arbeitete er noch bei Trix. Für seine nächsten Filme wechselte er als technischer Leiter nach London zur Moving Picture Company. Hier realisierte er Filme wie Harry Potter und die Kammer des Schreckens, Pluto Nash – Im Kampf gegen die Mondmafia und Troja.
2006 wechselte er als VFZ Supervisor zu dem in Vancouver ansässigen Unternehmen Image Engine, für das er in den letzten Jahren Filme wie Mr. Magoriums Wunderladen, Fantastic Four: Rise of the Silver Surfer, Der unglaubliche Hulk und District 9 realisierte. 2010 wurde er für den Film District 9 für den Oscar in der Kategorie Beste visuelle Effekte nominiert.
2017 wurde er in die Academy of Motion Picture Arts and Sciences (AMPAS) aufgenommen, die alljährlich die Oscars vergibt.

## Filmografie (Spezialeffekte)
- 1997: Gastons Krieg (Gaston’s War)
- 1998: Everest – Gipfel ohne Gnade (Everest)
- 2001: Harry Potter und der Stein der Weisen (Harry Potter and the Sorcerer’s Stone)
- 2001: Dust
- 2001: Duell – Enemy at the Gates (Enemy at the Gates)
- 2002: Harry Potter und die Kammer des Schreckens (Harry Potter and the Chamber of Secrets)
- 2002: Pluto Nash – Im Kampf gegen die Mondmafia (The Adventures of Pluto Nash)
- 2004: Harry Potter und der Gefangene von Askaban (Harry Potter and the Prisoner of Azkaban)
- 2004: Troja (Troy)
- 2005: Corpse Bride – Hochzeit mit einer Leiche (Corpse Bride)
- 2005: Wallace & Gromit – Auf der Jagd nach dem Riesenkaninchen (Wallace & Gromit in The Curse of the Were-Rabbit)
- 2005: Königreich der Himmel (Kingdom of Heaven)
- 2007: Mr. Magoriums Wunderladen (Mr. Magorium’s Wonder Emporium)
- 2007: Fantastic Four: Rise of the Silver Surfer (4: Rise of the Silver Surfer)
- 2007: Die Eisprinzen (Blades of Glory)
- 2008: Lost Boys 2: The Tribe (Lost Boys: The Tribe)
- 2008: Der unglaubliche Hulk (The Incredible Hulk)
- 2008: Tunnel Rats
- 2008: Snow Buddies – Abenteuer in Alaska (Snow Buddies)
- 2009: District 9
- 2009: Orphan – Das Waisenkind (Orphan)
- 2009: New in Town
- 2010: The Losers
- 2010: Eclipse – Biss zum Abendrot (The Twilight Saga: Eclipse)
- 2013: Elysium
- 2014: American Sniper